# Devónico Medio
| Era Eratema | Periodo Sistema | Época Serie       | Edad Piso                | Inicio, en millones de años |
| ----------- | --------------- | ----------------- | ------------------------ | --------------------------- |
| Paleozoico  | Pérmico         | Pérmico           | Pérmico                  | 298,9±0,15                  |
| Paleozoico  | Carbonífero     | Carbonífero       | Carbonífero              | 358,86±0,19                 |
| Paleozoico  | Devónico        | Superior/Tardío   | Fameniense Famenniano    | 372,15±0,46                 |
| Paleozoico  | Devónico        | Superior/Tardío   | Frasniense Frasniano     | 382,31±1,36                 |
| Paleozoico  | Devónico        | Medio             | Givetiense Givetiano     | 387,95±1,04                 |
| Paleozoico  | Devónico        | Medio             | Eifeliense Eifeliano     | 393,47±0,99                 |
| Paleozoico  | Devónico        | Inferior/Temprano | Emsiense Emsiano         | 410,62±1,95                 |
| Paleozoico  | Devónico        | Inferior/Temprano | Pragiense Pragiano       | 413,02±1,91                 |
| Paleozoico  | Devónico        | Inferior/Temprano | Lochkoviense Lochkoviano | 419,62±1,36                 |
| Paleozoico  | Silúrico        | Silúrico          | Silúrico                 | 443,1±0,9                   |
| Paleozoico  | Ordovícico      | Ordovícico        | Ordovícico               | 486,8 ±1,5                  |
| Paleozoico  | Cámbrico        | Cámbrico          | Cámbrico                 | 538,8±0,6                   |

El Devónico Medio es la segunda serie y época del Devónico en la escala temporal geológica. Sucede al Devónico Inferior y precede al Devónico Superior. Comienza hace unos 393 millones de años y finaliza hace unos 382 millones de años.
Los primeros árboles de los que se tiene registro aparecieron en el Devónico Medio, alrededor de hace 386 millones de años. En la asociación más antigua, en Cairo (Nueva York, Estados Unidos), se han identificado fósiles de cladoxilópsidas (primeras formadoras de bosques) y del género Archaeopteris, ambos de porte arbóreo.

## Subdivisiones
El Devónico Medio se divide en dos pisos y edades. Del más moderno al más antiguo:
- Givetiense
- Eifeliense